# ラホールクリケットスリランカ代表襲撃事件
ラホールクリケットスリランカ代表チーム襲撃テロ（2009年スリランカ・クリケットチーム襲撃事件とも）は、2009年3月3日にパキスタンで発生した、スリランカのクリケット代表チームが武装グループの銃撃を受けた事件。事件が起きたのはラホールにあるカダフィスタジアム付近で、スリランカ代表チームがバスでの移動中だったところ、AK-47自動小銃やロケット弾などで武装した約12人から成る武装グループの銃撃を受けた。襲撃当時チームは2度目のパキスタン代表とのテストマッチの3日目を迎えていた。
スリランカの代表チームは死者はいなかったものの6人が負傷、6人の護衛警察官と2人の一般市民が銃弾を受けて死亡した 。スポーツのナショナルチームがこのように襲撃を受けるのは1972年のミュンヘンオリンピック事件以来である。